# Скала социјалне дистанце
Скала социјалне дистанце је скала коју је конструисао Богардус за испитивање и мерење димензије социјалне дистанце, дефинисане као степен спремности појединца да прихвати одређену врсту социјалних односа са типичним припадником неке социјалне групе (верске, расне, етничке). Савремена мерења социјалне дистанце усмерена су и на испитивање односа према различитим социјалним групама. Мера (степен) социјалне дистанце управно је сразмерна степену прихватања негативних етничких стереотипија и предрасуда. Уколико се више прихватају предрасуде, већа је дистанца. На основу скале социјалне дистанце могу се рангирати односи испитаника према различитим социјалним групама.